# Partido Socialdemócrata (República de China)
El Partido Socialdemócrata (社會民主黨T) es un partido político de centro izquierda en la República de China fundado en 2015. El PSD es una de las "Terceras Fuerzas" de la RdeC, un conjunto de partidos que no se autoreivindican ni a las Coaliciones Pan-Verde ni a Pan-Azul y tienden a tener sus raíces en movimientos sociales. En 2015, el PSD formó una coalición con el Partido Verde Taiwán para participar en las elecciones legislativas de 2016.

## Ideología política
El PSD es un partido socialdemócrata y progresista que pide una reducción de la desigualdad de ingresos, la protección de los derechos laborales, la abolición de la pena de muerte y la legalización del matrimonio entre personas del mismo sexo. El partido también ha pedido una reforma del proceso electoral de la RdeC, criticando la ventaja otorgada a los partidos con grandes patrocinadores financieros.

## Historia electoral
En las elecciones legislativas de 2016, el PSD se presentó en coalición con el Partido Verde Taiwán, obteniendo el 2,5% de los votos y sin obtener escaños.
En las elecciones locales de 2018, el candidato del PSD, Miao Po-ya, ganó un escaño en el Ayuntamiento de Taipei. Es una de las primeras concejales abiertamente lesbianas.